# Большая Шадейка (Кунгурский район)
Большая Шадейка — деревня в Кунгурском районе Пермского края в составе Шадейского сельского поселения.

## География
Деревня находится в центральной части Кунгурского района примерно в 6 километрах от Кунгура на запад.

## Климат
Климат умеренно-континентальный с продолжительной снежной зимой и коротким, умеренно-тёплым летом. Средняя температура июля составляет +17,8 0С, января −15,6 0С. Среднегодовая температура воздуха составляет +1,3 °С. Средняя продолжительность периода с отрицательными температурами составляет 168 дней и продолжительность безморозного периода 113 дней. Среднее годовое количество осадков составляет 539 мм.

## История
Известна с 1679 года. Названа по местной речке.

## Население
Постоянное население составляло 122 человека в 2010 году.